# أوليفييه بياجي
أوليفييه بياجي هو لاعب كرة قدم سويسري في مركز الوسط، ولد في 17 مارس 1971. لعب مع نادي سيرفيت.